# Uloborus vanillarum
Uloborus vanillarum es una especie de araña araneomorfa del género Uloborus, familia Uloboridae. Fue descrita científicamente por Vinson en 1863.
Habita en Madagascar.